# Andrea Rau (Schauspielerin)
Andrea Rau (* 31. Oktober 1947 in Stuttgart) ist eine deutsche Filmschauspielerin und ehemaliges Fotomodell.

## Leben
Sie erhielt eine Tanzausbildung bei John Cranko und war Tänzerin beim Württembergischen Staatstheater Stuttgart. Sie wirkte unter anderem in den Musicals Kiss me Kate und Can-Can mit.
Als provokante „Anita“ erregte sie von Juni bis Dezember 1968 in zahlreichen Bildgeschichten der satirischen Zeitschrift pardon erstmals Aufmerksamkeit. Mit dem Film Quartett im Bett wurde sie im selben Jahr einem größeren Publikum bekannt. Sie spielte darin, meist nackt und betont leger, die gemeinsame Freundin der vier Mitglieder der Musikgruppe Insterburg & Co. Andrea Rau wurde daraufhin der erste deutsche Sexstar, ein Symbol für die sexuelle Revolution. Aus ihrem Vertrag mit der Zeitschrift pardon stieg sie Ende 1968 aus. Ab 1969 war sie ein äußerst gefragtes Covergirl für Illustrierte und Magazine.
In den nun massenhaft gedrehten Sexfilmen wirkte sie nur ab und zu mit, dafür war sie öfter im Fernsehen zu sehen. Tragende Rollen wurden ihr allerdings nicht zugetraut, sie blieb eine Nebendarstellerin, die sich irgendwann auszog. In der letzten Episode der Fallada-Verfilmung Ein Mann will nach oben (1978) spielte sie die Varieté-Sängerin Marina Molina.
In den 1980er Jahren betätigte sich Andrea Rau noch als Theaterschauspielerin. Danach zog sie sich aus der Öffentlichkeit zurück.
Am 17. Dezember 2010 war sie bei der Retrospektive zweier ihrer Filme zu Gast im Kino Filmclub 813 in Köln, ebenso bei einer weiteren im September 2022 beim Filmfest Oldenburg anlässlich ihres 75. Geburtstags.

## Filmografie (Auswahl)
- 1968: Harakiri Whoom (Kurzfilm/Debüt)
- 1968: Quartett im Bett
- 1969: Charley’s Onkel
- 1969: Rat mal, wer heut bei uns schläft
- 1969: Warum hab’ ich bloß 2x ja gesagt?
- 1969: Liebe durch die Hintertür
- 1969: Die liebestollen Baronessen
- 1969: Komm nach Wien, ich zeig dir was!
- 1970: Frau Wirtin bläst auch gern Trompete
- 1970: Das Stundenhotel von St. Pauli
- 1970: Wenn die tollen Tanten kommen
- 1971: Komische Geschichten mit Georg Thomalla – Tommi und kein Telefon (Fernsehserie)
- 1971: Blut an den Lippen
- 1971: Fluchtweg St. Pauli – Großalarm für die Davidswache
- 1971: Glückspilze
- 1971: Eins
- 1972: Entenlena (Kurzfilm)
- 1972: Robinson und seine wilden Sklavinnen
- 1972: Dem Täter auf der Spur – Der Tod in der Maske (Fernsehserie)
- 1973: Rabe, Pilz & dreizehn Stühle (Fernsehserie, 2 Episoden)
- 1974: Derrick – Stiftungsfest (Fernsehserie)
- 1974: Spielball der Lust
- 1974: Am laufenden Band 3. Sendung (Spielshow)
- 1974–1975: Sergeant Berry (Fernsehserie, 24 Episoden)
- 1975: Ein Fall für Sie! – Sonnenschein bis Mitternacht (Fernsehfilm)
- 1975: Das Netz
- 1976: Die Vertreibung aus dem Paradies
- 1976: Tatort – Abendstern (Fernsehserie)
- 1977: Es muß nicht immer Kaviar sein (Fernsehserie, 2 Episoden)
- 1978: Jean-Christophe (Fernsehserie, 9 Episoden)
- 1978: Ein Mann will nach oben – Letzte Runde (Fernsehserie)
- 1979: Ein Mann für alle Fälle (Fernsehserie)
- 1979: Locker vom Hocker (Oder: Es bleibt schwierig, Comedyreihe, 2 Folgen)
- 1980: St. Pauli Landungsbrücken – Berufswechsel (Fernsehserie)
- 1980: Café Wernicke – Verordnete Not
- 1981: Sonne, Wein und harte Nüsse – Die Sache mit dem seltenen Duft (Fernsehserie)
- 1982: Kreisbrandmeister Felix Martin (Fernsehserie, 10 Episoden)
- 1984: Der Glücksritter – Die Abenteuer eines Eisenbahningenieurs (Fernsehserie)
- 1984: Tapetenwechsel
- 1985: Derrick – Familie im Feuer (Fernsehserie)
- 1988: Tatort – Einzelhaft (Fernsehserie)
- 1994: Matchball (Fernsehserie, 2 Episoden)
- 2005: Der Weg nach Alem Katema (Dokumentarfilm/Erzählerin)
- 2008: Der Mann, dem die Frauen vertrauten – Der Serienmörder Horst David (Fernsehfilm)
- 2009: Gemeinde Vaterstetten (Dokumentarfilm/Erzählerin)
- 2010: Geburt einer Partnerschaft (Dokumentarfilm/Erzählerin)
- 2011: Orta San Giulio (Dokumentarfilm/Erzählerin)